# 한덕수 권한대행 정부
한덕수 권한대행 정부는 2024년 12월 3일 대통령 윤석열이 직무정지되면서 권한대행이 된 국무총리 한덕수가 수장이었던 대한민국 제6공화국의 권한대행 정부이다. 한덕수 국무총리 탄핵소추로 인해 한덕수 권한대행 정부는 중간에 최상목 권한대행 정부을 끼고 2024년 12월 14일부터 2024년 12월 27일까지 존재했던 '한덕수 권한대행 정부 1기'와 2025년 3월 24일부터 2025년 5월 1일까지 존재했던 '한덕수 권한대행 정부 2기'로 나뉜다. 이후 6월 4일 이재명 정부가 출범하기 이전까지 이주호 권한대행 정부가 국정을 운영했다.